# Crèvecœur-sur-l'Escaut

Crèvecœur-sur-l'Escaut este o comună în departamentul Nord, Franța. În 1 ianuarie 2022 avea o populație de 717 de locuitori.